# Illescas (Gerichtsbezirk)
Der Gerichtsbezirk Illescas ist einer der sieben Gerichtsbezirke in der Provinz Toledo.
Der Bezirk umfasst 27 Gemeinden auf einer Fläche von 887,80 km² mit dem Hauptquartier in Illescas.

## Gemeinden
| Gemeinde                | Einwohner (2024) | Fläche km² | Dichte Einw./km² | Cod INE | Postleitzahl |
| ----------------------- | ---------------- | ---------- | ---------------- | ------- | ------------ |
| Alameda de la Sagra     | 4.239            | 33,03      | 128              | 45002   | 45240        |
| Añover de Tajo          | 5.354            | 39,64      | 135              | 45014   | 45250        |
| Borox                   | 4.250            | 60,26      | 71               | 45021   | 45222        |
| Cabañas de la Sagra     | 2.137            | 16,52      | 129              | 45025   | 45592        |
| Carranque               | 5.418            | 24,70      | 219              | 45038   | 45216        |
| Casarrubios del Monte   | 7.098            | 92,42      | 77               | 45041   | 45950        |
| Cedillo del Condado     | 4.337            | 26,45      | 164              | 45047   | 45214        |
| Chozas de Canales       | 4.887            | 32,69      | 149              | 45056   | 45960        |
| Cobeja                  | 2.668            | 17,70      | 151              | 45051   | 45291        |
| Esquivias               | 5.832            | 24,92      | 234              | 45064   | 45221        |
| Illescas                | 32.159           | 57,35      | 561              | 45081   | 45200        |
| Lominchar               | 2.815            | 22,26      | 126              | 45085   | 45212        |
| Numancia de la Sagra    | 5.616            | 29,63      | 190              | 45119   | 45230        |
| Palomeque               | 1.182            | 22,28      | 53               | 45127   | 45213        |
| Pantoja                 | 3.523            | 28,16      | 125              | 45128   | 45290        |
| Recas                   | 5.023            | 31,05      | 162              | 45145   | 45211        |
| Seseña                  | 30.165           | 72,68      | 415              | 45161   | 45223, 45224 |
| Ugena                   | 5.802            | 15,16      | 383              | 45176   | 45217        |
| Valmojado               | 4.771            | 26,18      | 182              | 45180   | 45940        |
| Las Ventas de Retamosa  | 4.160            | 18,90      | 220              | 45183   | 45183        |
| Villaluenga de la Sagra | 4.171            | 27,03      | 154              | 45188   | 45520        |
| Villaseca de la Sagra   | 1.859            | 31,76      | 59               | 45196   | 45260        |
| El Viso de San Juan     | 6.164            | 53,02      | 116              | 45199   | 45215        |
| Yeles                   | 6.649            | 20,33      | 327              | 45201   | 45220        |
| Yuncler                 | 5.033            | 17,52      | 287              | 45203   | 45529        |
| Yunclillos              | 816              | 31,06      | 26               | 45204   | 45591        |
| Yuncos                  | 12.831           | 15,10      | 850              | 45205   | 45210        |
| Gerichtsbezirk Illescas | 178.959          | 887,80     | 202              | –       | –            |